# Arrêt Melloni contre Espagne
 (avril 2024).
L'arrêt Melloni contre Espagne est une décision rendue le 26 février 2013 par la Cour de Justice de l'Union Européenne. Cette décision précise les règles encadrant les rapports entre la primauté du droit de l'Union Européenne et la protection nationale des droits fondamentaux.

## Les faits et la procédure

Logo de la cour de Justice de l'Union Européenne

Le sieur Melloni est un criminel en fuite, qui a été condamné par contumace à une peine d'emprisonnement en Italie. Il a donc fait l'objet d'un mandat d'arrêt européen. Il fut arrêté en Espagne. Conformément au droit de l'Union Européenne, l'Espagne avait alors l'obligation d'exécuter le mandat d'arrêt européen et d'appliquer la peine prononcée en Italie. Or les conditions le droit espagnol conditionnait l'exécution de la peine à la possibilité de réviser le procès par contumace. Possibilité inexistante en Italie.
L'affaire va donc être portée devant le juge constitutionnel espagnole. Celui-ci va alors poser une question préjudicielle à la Cour de Justice de l'Union Européenne quant à la décision-cadre 2002/584/JAI du 13 juin 2002 relative au mandat d'arrêt européen et aux procédures de remise aux états-membres (modifiée par la décision-cadre 2009/299/JAI du 26 février 2009). Premièrement, le juge espagnol souhaitait savoir si cette décision-cadre interdisait de conditionner l'exécution d'un mandat d'arrêt européen à la possibilité de réviser la peine prononcée par contumace dans l’État émetteur du mandat. Deuxièmement, le juge demande si l'article 4 Bis de la décision-cadre est compatible avec le droit à un recours effectif et un procès équitable (article 47 de la charte des droits fondamentaux de l'Union Européenne) et avec le droit de la défense (article 48 de la charte des droits fondamentaux de l'Union Européenne). Enfin, le juge demande si une juridiction nationale peut refuser l'exécution d'un mandat d'arrêt européen en n'appliquant pas le droit de l'Union Européenne au motif qu'il est moins protecteur que la Constitution espagnole.

## Le problème de droit
Les demandes du juge espagnol cherchaient à expliciter la décision-cadre sur le mandat d'arrêt européen afin de savoir si celle-ci pouvait être interprétée comme limitant l'obligation d'exécution d'un mandat d'arrêt européen à la condition de pouvoir réviser les condamnations par contumace.
En cas de réponse négative, le juge espagnol cherchait à savoir si cette absence était compatible avec les droits contenus aux articles 47 et 48 de la charte des droits fondamentaux de l'Union européenne. Celle-ci étant, supérieure dans la hiérarchie des normes européenne devrait en effet, s'imposer à la décision-cadre. La cour devait donc vérifier que la décision-cadre n'était pas illégale.
Enfin, la troisième question du juge espagnol, visait à autoriser au juge d'écarter le droit de l'Union Européenne dans le cas où ce dernier serait moins protecteur que le droit national. Cette possibilité est autorisée par l'article 53 de la charte des droits fondamentaux de l'Union Européenne. Pour autant, une telle possibilité serait incompatible avec le principe de primauté du droit de l'Union Européenne. En effet, ce principe veut que le droit de l'Union Européenne, s'impose aux droits internes des états-membres de l'Union. Or accepter qu'un État puisse écarter le droit européen revient à limiter le principe de primauté qui est pourtant considéré comme absolue. Aussi, il s'agissait de décider s'il fallait faire primer le principe de primauté sur la protection des droits fondamentaux des individus ou non.

## La décision
La cour répond à la première question en considérant que la décision-cadre n'autorise pas un État à conditionner l'exécution d'un mandat d'arrêt européen à la possibilité de réviser une condamnation par contumace. Cette décision s'explique par la réponse à la seconde question du juge espagnol. En effet, la cour considère qu'une absence d'obligation de révision d'un procès par contumace n'est pas contraire aux droits à un procès équitable, à un recours effectif et de la défense. En effet, ces droits sont garantis puisque la décision-cadre autorise le conditionnement de l'exécution d'un mandat d'arrêt européen dans les cas où le prévenu n'était pas informé de la tenue de son procès ou qu'il n'était pas représenté. Or aucun des deux cas ne peut être retenu pour le procès de M. Melloni. Par conséquent, l'Espagne a l'obligation d'exécuter le mandat d'arrêt européen.
La cour affirme également que l'Espagne ne peut substituer son droit constitutionnel au droit européen, quand bien même le premier serait davantage protecteur que le second. En effet, la primauté du droit de l'Union Européenne impose que celui-ci s'impose aux droits nationaux, y compris dans les litiges visant la protection des droits fondamentaux. Par conséquent, la cour fait primer la primauté du droit européen sur la protection des libertés fondamentales, au risque d'aller à l'encontre de l'article 53 de la charte des droits fondamentaux de l'Union Européenne.